# Heraldischer Helm
Ein Heraldischer Helm  ist eine Schutzwaffe und eine zeremonielle Waffe aus Europa.

## Beschreibung
Ein Heraldischer Helm besteht in der Regel aus Stahl. In seiner Ausführung ist er im Grunde wie ein normaler Grand Bacinet gearbeitet. Das Visier besteht aus Metallstreifen, die gerade oder auch nach außen gewölbt und gerundet sind. Bei manchen Versionen ist das Visier hochklappbar, bei anderen ist es unbeweglich befestigt.  Auf der Helmkalotte sind im oberen Bereich mehrere Löcher angebracht die zur Befestigung einer Lederkappe dienen. Auf dieser Kappe ist oft ein stählerner Dorn angebracht. Bei einem Turnier wurde die Helmdecke über die Lederkappe gelegt und die Helmzier (Zimier) an dem Stahlstift befestigt. Die heraldischen Helme sind meist für ein Turnier oder repräsentative Zwecke gefertigt. Ihre Abbildung sieht man oft auf Wappen und heraldischen Abbildungen. Der Helm wurde oft auch als Funeralhelm verwendet. Heraldische Helme sind:
1. Für alte Adels- und Patriziergeschlechter: Topfhelm/Kübelhelm (bei Darstellungen im 13./14. Jahrhundert, dann wieder ab Ende 19. Jahrhundert, um das Alter des Adels des Geschlechts optisch zu unterstreichen), Stechhelm (bei Darstellungen im 15. Jahrhundert) oder Bügelhelm (bei Darstellungen ab 15. Jahrhundert).
2. Für briefadlige Geschlechter: in der Regel Bügelhelm; vereinzelt auch für alte Bürgerwappen.
3. Für bürgerliche Geschlechter, altes oder neugestiftetes Wappen: in der Regel Stechhelm.